# 서남공정
서남공정(西南工程, 영어: southwest project)은 현재 중국의 소수 민족인 티베트를 중화인민공화국의 역사화하려는 통일적 다민족 국가론의 입각한 공정연구이다. 때때로 티베트 공정으로도 불린다.

## 주요
- 13세기 이후, 원나라가 이 지역을 정복하면서 세력권에 두었고, 행정구역으로 선정원(宣政院)이라 하였으나 몽골제국은 티베트를 정복 후 간접지배하였다.
- 명나라, 홍무제(1375년) 때 오사장행도지휘사사(烏思藏行都指揮使司)와 타감행도지휘사사(朶甘行都指揮使司), 아력사군민원수부(俄力思軍民元帥府)두었다
- 18세기 경, 청나라가 군을 라싸로 진주시켜 중국의 영향하에 두게 하였고(번부(藩部), 건륭제의 팽창 정책으로 보호령이 되었다.
- 1912년 청나라가 멸망한 이후 티베트의 13대 달라이 라마는 중화민국으로부터 완전한 독립을 선언한다. 하지만 중화민국은 이를 인정하지 않았고, 1913년 몽장 조약을 체결하였으나 영국과 러시아를 포함한 당시의 제국주의 열강 들은 독립국으로서 인정하는 나라는 없었다.
- 청나라의 멸망 이후, 중화민국의 역대정권은 독립국으로서 존재한 티베트를 중국의 일부라고 주장하였으나, 북경정권의 시대에는 군벌의 혼전, 남경국민정부 시대에는 대일전쟁으로 독립을 주장하는 티베트에 대하여 압력은 행사하였으나 본격적인 군사적 침략은 하지 못했다.
- 1949년 10월 1일 중화인민공화국이 세워지게되면서 1950년 10월 중국 인민해방군은 티베트를 침공하여 점령하였다. 하지만 중국은 티베트의 평화적인 해방이라는 모양새를 갖추기 위해서 1951년 5월 23일 티베트와 십칠조협의를 체결하여 강제 합병하였다. 이로써 티베트는 최초로 중국의 지배를 받게 되었다. 이후 많은 티베트인들이 정치적인 이유 또는 탄압을 피해 인도로 망명했다. 중국공산당은 티베트인에 대한 고문과 학살로써 티베트를 지배하였고, 1960년대에는 중국 전역을 강타한 문화대혁명의 여파로 3,700개나 되던 사찰은 13개만 남고 모조리 파괴되었다.
- 이후 서장자치구(西藏自治區)가 설립되어 티베트인의 자치를 허용하였으나 실질적으로는 한족이 통치를 유지하였다. 티베트의 중국 귀속 이후로 망명을 떠난 티베트인들의 일부는 동화정책에 따라 티베트로 돌아와서 살고 있다. 한족의 이민을 실시하여 한족의 인구 비율도 계속 늘어나고 있다. 최근 중국 정부는 포탈라 궁을 보수하는 공사를 시행하였고, 2005년에는 티베트로 연결되는 철도가 완공되었다.

## 같이 보기
- 동북아역사재단(NAHF)
- 변강사지 연구중심
- 국사수정공정
- 동북공정
- 중화문명탐원공정
- 서북공정
  - 위구르족
- 북방공정(北方工程, northward project) - 몽골과 시베리아 극동을 포함한 우랄산맥 동쪽 전역
- 남방공정(南方工程, southward project) - 인도차이나 반도는 물론 인도네시아와 필리핀 등 동남아시아 전역
- 류큐공정(琉球工程, Ryukyu project)
- 아이누 공정(阿伊努族工程, Ainu project)
- 존화양이(尊華攘夷)
- 화이동근(華夷同根)
- 통일적 다민족국가론